# Gregori Palamàs
Gregori Palamàs (grec antic: Γρηγόριος Παλαμα̂ς; llatí: Gregorius Palamas) va ser un destacat monjo i teòleg romà d'Orient del segle xiv (cap als anys 1296-1359). Va renovar la mística i el monaquisme ortodox

## Biografia
Va néixer a la part asiàtica del que aleshores era un reduït Imperi Romà d'Orient i es va educar a la cort de Constantinoble, probablement sota Andrònic II Paleòleg el Vell.
Junt amb dos germans més es va fer monjo i va anar a un dels monestirs del Mont Atos on un dels tres germans va morir; a aquesta mort va seguir la del superior del convent que va governar vuit anys i a la seva mort Gregori va abandonar el monestir i se'n va anar a Scete, prop de Berrhoea, on es va construir una cel·la i durant deu anys es va dedicar a la contemplació divina i als exercicis espirituals. El fred que feia a la cel·la el va fer posar malalt, i a punt de morir va ser portat al Mont Atos, i com que encara no es va recuperar, va anar a Tessalònica.
Allí es va recuperar i va començar una controvèrsia amb Barlaam, un monjo de Calàbria de l'església grega i oposat als llatins, que havia visitat l'emperador Andrònic III Paleòleg i havia obtingut el seu favor. Barlaam era un home intel·ligent que agafava a Palamàs com l'exemple d'un monjo fanàtic, per estudiar-lo; així Barlaam va poder comprovar diversos aspectes del fanatisme religiós de Palamàs i altres monjos, especialment una història sobre una llum divina que va esdevenir el dogma de la llum no creada del Mont Tabor, i va rebutjar les tendències dels hesicastes (ἡσυχάζοντες) o quietistes als que va qualificar de Ομφαλόψυχοι, "Omphalopsychi" (homes amb l'anima al melic) i els va identificar amb els massalis o euquites (εὐχίτης 'els que resen'). Els monjos atacats van encarregar la defensa a Gregori Palamàs (i per això sovint eren anomenats palamites i les seves idees es van resumir en el palamisme), que tenia un cert ascendent i rellevants qualitats intel·lectuals.
La controvèrsia va durar uns tres anys, i finalment Barlaam, veient que els seus contraris podien recórrer a la violència, va apel·lar al Patriarca de Constantinoble davant el que va acusar Palamàs i els monjos de fanatisme com els omfalòpsics, amb blasfemes visions de Déu. El Patriarca va convocar un concili a l'església de Santa Sofia el 1341 on la majoria dels càrrecs als monjos es van retirar, però es va conservar el de practicar una variant de l'heretgia dels massalis. Sota pressió de l'influent Joan Cantacuzè (després Joan VI Cantacuzè) va decidir en favor dels monjos i Barlaam va reconèixer «els seus errors» i es va reconciliar amb els seus adversaris, però mortificat per l'evident injustícia va retornar a Itàlia i va entrar a l'església llatina.

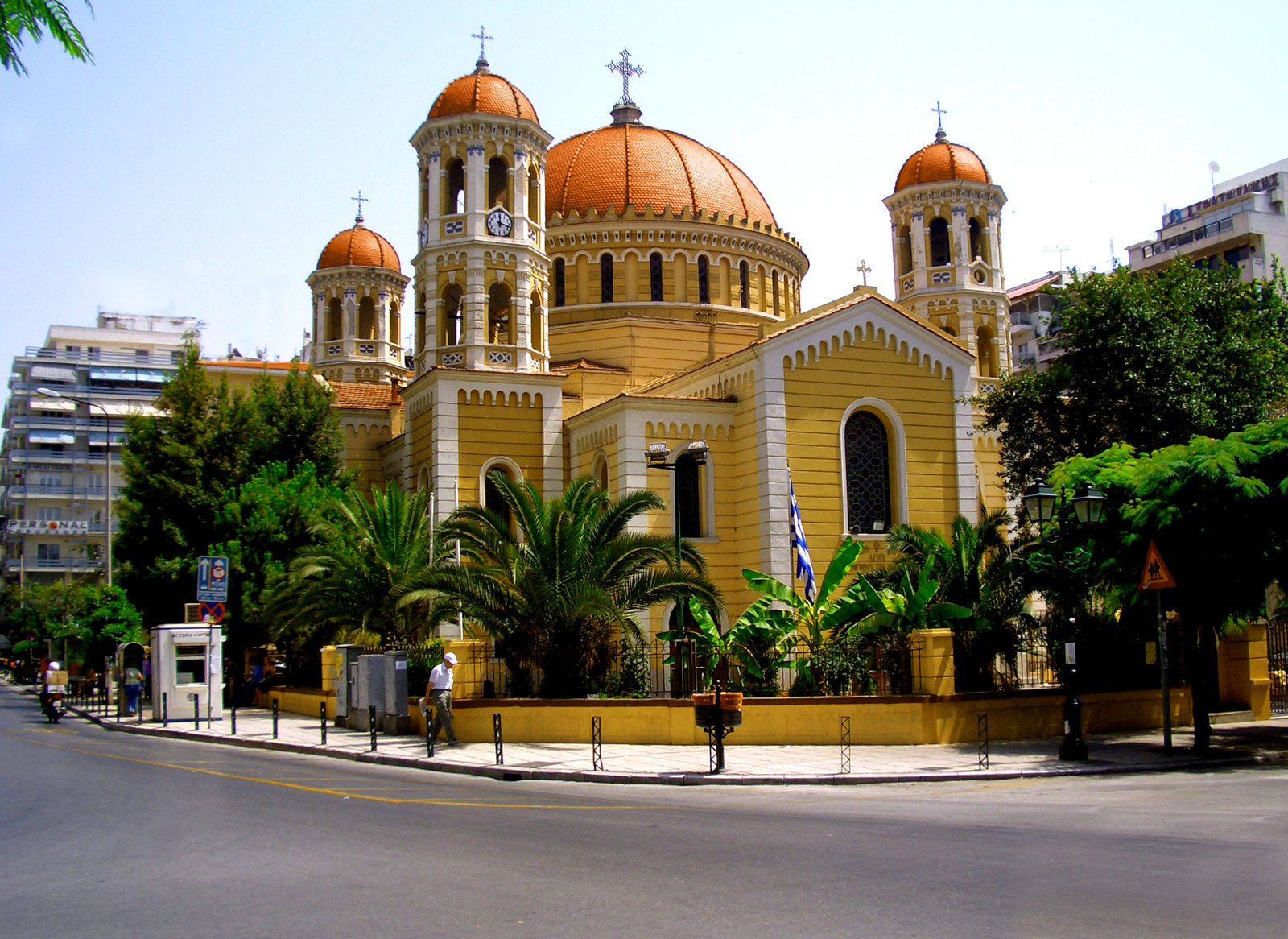
Església Metropolitana de Sant Gregori Palamàs, Tessalònica, on hi ha les relíquies del sant.

Un altre religiós, Gregori Acindí, va agafar el relleu de Barlaam; però ara el partit dels monjos encapçalat per Palamàs gaudia del favor del regent Joan VI Cantacuzè que fins i tot va rumiar deposar el patriarca Joan Calecas i posar al seu lloc a Palamàs. Durant la guerra civil entre Joan VI Cantacuzè i Joan V Paleòleg, Palamàs va ser detingut perquè era amic del primer. El patriarca va donar suport a Gregori Acindí i als barlaamites contra els monjos del Mont Atos. Es va convocar un concili a Constantinoble i Palamàs i els monjos van ser condemnats.
El gener del 1347 Joan VI va entrar a la capital com a coemperador i va restablir la situació i Palamàs va sortir en llibertat. El patriarca Joan Calecas va ser deposat per la influència de l'emperadriu mare Anna, molt poc abans del triomf de Joan VI, i Palamàs el va convèncer de convocar un sínode que va confirmar la deposició; Calecas va ser desterrat a Didimòtica. Va arribar l'hora de la condemna dels barlaamites i d'Acindí; un partidari dels monjos, Isidor I de Constantinoble, va ser elegit patriarca. Palamàs va ser nomenat arquebisbe de Tessalònica, però com que la ciutat estava en mans de la noblesa hostil a Joan VI, no hi va poder entrar i es va retirar a l'illa a Lemnos, fins que al cap d'un temps el van admetre a la ciutat (1349).
Mentre els barlaamites eren cada vegada més nombrosos i fins i tot van obtenir el suport de l'emperadriu Irene Assèn, la dona de Joan VI Cantacuzè, convençuda de què la mort del seu jove fill Andrònic el 1347 era un signe diví que mostrava l'hostilitat de Déu pel favor de l'emperador als palamites. Es van fer reunions entre l'emperador, el patriarca Isidor, Palamàs, i l'historiador Nicèfor Gregoràs. Isidor I va morir el 1349 abans de celebrar un sínode per aclarir la situació i fou elegit successor Calixt I que va presidir el sínode (1351) on Gregoràs va actuar com a campió dels barlaamites que disposaven del suport dels arquebisbes d'Efes i Tir, i d'alguns bisbes; Palamàs va ser el campió del seu bàndol, que tenia la majoria a la reunió i el suport de l'emperador; els bisbes i arquebisbes contraris van ser deposats; i es va excomunicar a Barlaam i Acindí (que no hi eren presents) i els seus seguidors van veure prohibida la propagació de les seves idees en paraula o per escrit. Però el poble donava suport als barlaamites i va estar a punt de linxar a Palamàs.
Aquest no torna a aparèixer i va morir algun temps després,cap a l'any 1359. Canonitzat pel Patriarcat de Constantinoble el 1368, el calendari ortodox celebra la seva festivitat el segon diumenge de Quaresma i també el 14 de novembre.

## Obra
Palamàs va escriure nombrosos obres, entre elles almenys seixanta λόγοι, ορατιονες, unes setanta homilies i altres peces curtes. Entre les seves obres cal esmentar:
- 1. Prosopopoeia s. Prosopopoeiae, s. Orationes duae judiciales, Mentis Corpus accusantis, et Corporis sese defendentis, una cum Judicum Sententia
- 2 Dos discursos:  Εἰς τὴν σεπτὴν μεταμόρφωσν του̂ Κυρίου καὶ Θεου̂ καὶ Σωτη̂ρος ἡμω̂ν ̓Ιησου̂ Χριστου̂: ἐν ᾑ̂ παράστασις ὅτι κατ' αὐτὴν φω̂ς ἀκτιστόν ἐστιν. λόγος α, In venerafilem Domini et Dei ac Salvatoris nostri Jesu Christi Transformationem, ubi probatur quod in ea est lumen increatum esse; Oratio Prima; i  ̔Ομιλία εἰς τὴν αὐτὴν τθυ̂ Κυρίου σεπτὴν μεταμόρφωσιν ἐν ᾑ̂ παράστασις ὡς εἰ καὶ ἄκτιστόν ἐστι τὸ κατ' αὐτὴν Θειότατον φω̂ς, ἀλλ' οὐκ ἔστιν οὐσία Θεου̂, λόγυς β, Tractatus in eandem venerandanz Domini Transformationem; in quo probatur, quanquam increatum est illius divinissimum Lumen, haud tamen Dei Essentiam esse. Oratio Secunda.
- 3. Λόγοι, ἀποδεικτικοὶ ὅτι οὐχὶ καὶ ἐκ του̂ Υἱου̂ ἀλλ' ἐκ μόνου του̂ Πατρὸς ἐκπορεύεται τὸ πνευ̂μα τὸ ἅγιον, Orationes duae demonstrativae quod non ex Filio, sed ex solo Patre procedat Spiritus Sanctus.
- 4. Αντεπιγραφαὶ, Refutatio Expositionum s. Epiqrapharum Joannis Vecci
- 5. S. Petri Athonitae (s. de Monte Atho) Encomium
- 6. Επὶ Λατίνων συντοιμία, Adversus Latinos Confession
- 7. Επιστολὴ πρὸς την Θεοστεφη̂ βασιλίδα κυρὰν ̓́Ανναν τὴν Παιολορίναν, Epistola ad divinitus coronatam Augustam Annam Palaeologinam
- Tomus o declaració del sínode de Constantinoble del 1351, probablement obra de Palames: Τόμος ἐκτεθεὶς παρὰ τη̂ς θείας καὶ ἱερα̂ς συνόδου του̂ συγκροτηθείσης κατὰ τω̂ν φρονούντων τὰ Βαρλαάμ τε καὶ ̓Ακινδύνου ἐπὶ τη̂ς βασιλείας τω̂ν εὐσεβω̂ν καὶ ὀρθυδόξων βασιλέων ἡμω̂ν Καντακουζηνου̂ καὶ Παλαιολόγου, Tomus a divina sacrae Synodo adversus eos coacta qui Barlaam et Acindyni opinionis sunt, Cantacuzeno ac Palaeologo religiosis orthodoxisque Imperatoribus nosiris, editius ac eapositus.

El dogma de la llum no creada del mont Tabor encara està nominalment dins els dogmes ortodoxos, però va ser oblidat fa segles.